# Mattel Aquarius
L'Aquarius è un home computer prodotto da Mattel da giugno a ottobre 1983.

## Storia

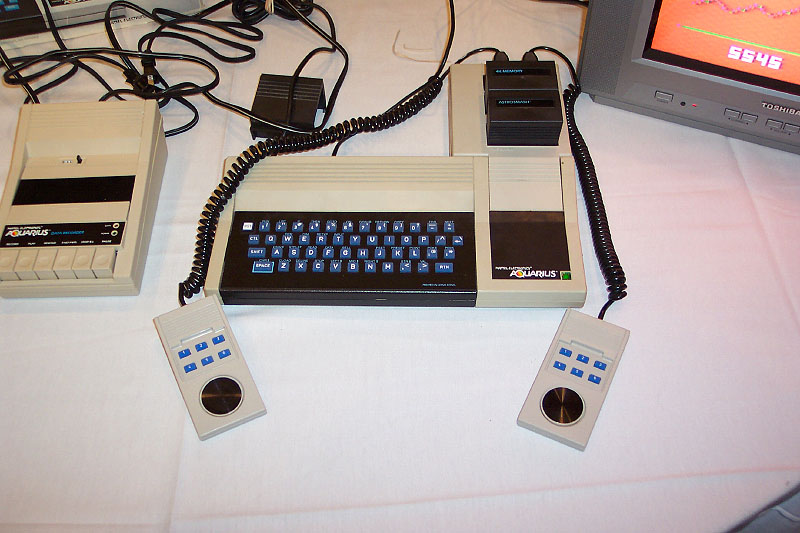
Un Aquarius completo di espansione di memoria da 4KB RAM, controller e registratore a cassetta

Annunciato nel 1982, ma presentato al pubblico il 6 gennaio 1983 al winter CES di Las Vegas, al momento dell'uscita le sue caratteristiche lasciarono perplessi: 8 kilobyte di ROM, 4 di RAM, un sottoinsieme dei comandi del Microsoft BASIC denominato Aquarius-Basic, l'onnipresente processore ZiLOG Z80A da 3.5 MHz e un solo canale audio, caratteristiche che non reggevano il confronto con la concorrenza.
Proprio a causa della sua limitatezza fu soprannominato da uno dei programmatori della Mattel, Bob del Principe, "il sistema per gli anni 70".
L'Aquarius, con un costo di 160 dollari, offriva la possibilità di collegarsi ad un modem, a un registratore a cassette, a una stampante; ha anche uno slot per espansione di memoria fino a 16K, per un totale di 20K.
Dei 32 titoli, principalmente giochi, annunciati per l'Aquarius, solo 21 vennero effettivamente pubblicati. La maggior parte di questi titoli sono porting dei giochi sviluppati per la console Intellivision prodotta sempre da Mattel. A causa della migliore grafica dell'intellivision, la giocabilità è però migliore sulla meno costosa console.
Unico particolare degno di nota: il primo dispositivo controllato da un computer aderente allo standard X-10, più noto come Domotica, venne sviluppato per l'Aquarius, per poter centralizzare l'illuminazione e i piccoli elettrodomestici tramite un telecomando. Tuttavia l'Aquarius venne dismesso prima che l'X-10 fosse pronto, e così il dispositivo di controllo venne riadattato per il Tandy Radio Shack TRS-80 Model I.
Poco dopo l'uscita dell'Aquarius Mattel annunciò il lancio di un altro home computer. Era l'Aquarius II (modello #4000 e nome in codice "Chess").
Nel frattempo però Mattel, a causa delle scarse vendite, lasciò il mercato degli home computer. Il 12 gennaio 1984 cedette nuovamente i diritti alla Radofin e lo stock dei computer già prodotti alla CEZAR Industries con sede a Hawthorne in California. Dopo poco tempo la CEZAR Industries vendette a sua volta i diritti a una nuova società: la CRIMAC INCORPORATED con sede a Redwood City in California. Gli Aquarius II prodotti furono quindi venduti direttamente dalla Radofin. Era il 1984 quando questo modello raggiunse il mercato in pochi esemplari, non divenendo mai un successo commerciale. Le uniche caratteristiche tecniche che lo differenziavano dall'Aquarius erano la dotazione di una vera tastiera a 49 tasti. L'Aquarius II è poi dotato di 20 Kbytes di Ram (includendo al suo interno già il modulo di espansione della memoria da 16K) e del Microsoft basic nella sua versione estesa.

## Specifiche tecniche
- Modello: 5931
- Nome in codice: Checkers
- Processore: Zilog Z-80, 3,5 MHz (oppure Nec D780C o Hitachi HD64180)
- Memoria RAM: 4K RAM (di cui 1.7K liberi dopo aver inizializzato il Basic), espandibile esternamente a 20K RAM
- Memoria ROM: 8K ROM. 2K ROM per i caratteri a video
- Tastiera: 49 tasti in gomma
- Risoluzione video: 40x25 testo, 80x72 grafica, 16 colori
- Suoni: Una voce, espandibile a 4 voci
- Porte I/O:
  - Uscita TV con modulatore VHF RF e selettore per canale tv 3 o 4
  - Connettore per espansioni (cartucce) da 22 + 22 pin
  - Connettore DIN a 5 pin per registratore a cassette
  - Jack stereo da 3,5 mm per stampante
- Sprite gestiti in Hardware: No
- Alimentazione: Connessa direttamente al case e non rimovibile.
- Dimensioni: 34,5 (Lunghezza) x 15 (Profondità) x 5,5 (Altezza) cm.
- SO: Aquarius basic (un sottoinsieme del Microsoft Basic con meno comandi) residente negli 8K di ROM.

## Periferiche
- Mini-Expander (#4063).

Il Mini-Expander era un'espansione del sistema realizzata per rendere l'esperienza di gioco più facile ed entusiasmante. Aggiungeva all'Aquarius 2 joypad dotati di 6 tasti e di un disco che poteva ruotare assumendo 16 diverse posizioni (anche se nessun software usava tutte e 16 le posizioni del disco). I 2 joypad erano rimovibili e connessi al Mini-Expander tramite un cavo lungo 8 pollici. I 2 joypad erano simili a quelli usati nell'Intellivision. I joypad dell'Intellivision erano però in più dotati di un tasto per il fuoco (fire buttons) e di 12 tasti anziché 6. Le sue dimensioni erano di 4.5 x 5.5 x 2 pollici.
Secondo le specifiche pubblicate da Mattel, tramite questo accessorio venivano poi aggiunti altri due canali per i suoni.
In realtà i canali audio aggiunti dal chip sonoro AY-3-8914 (lo stesso usato dall'Intellivision) erano 3 e questo portava il numero totale di voci a 4. Sembra tuttavia che nessun programma che sfruttava il Mini-Expander per produrre i suoni usasse anche la voce generata internamente dall'Aquarius.
Il Mini-Expander era infine dotato di due porte per cartucce. Era così possibile collegare contemporaneamente sia la cartuccia per l'espansione di memoria Ram (da 4K oppure 16K KBytes) che una cartuccia per i programmi.
Il Mini-Expander si collegava a sua volta all'Aquarius tramite la porta per le cartucce.
Il Mini-Expander fu pubblicato da Mattel assieme all'Aquarius il 6 gennaio 1983 al winter CES di Las Vegas ed a fine dell'anno 1983 era offerto ad un prezzo di 60 Dollari.
- 4K RAM Cartridge (#4214).

Era una cartuccia che permetteva l'espansione della memoria aggiungendo all'Aquarius 4 KBytes di RAM. Poteva essere collegata sia direttamente all'Aquarius che al Mini-Expander.
- 16K RAM Cartridge (#4215).

Era una cartuccia che permetteva l'espansione della memoria aggiungendo all'Aquarius 16 KBytes di RAM. Come la cartuccia #4214 poteva essere collegata sia direttamente all'Aquarius che al Mini-Expander.
- 32K RAM Cartridge (#4217).

Era una cartuccia che permetteva l'espansione della memoria aggiungendo all'Aquarius 32 KBytes di RAM. Come la cartuccia #4214 poteva essere collegata sia direttamente all'Aquarius che al Mini-Expander. Era offerta ad un prezzo di 89.95$
- Registratore a Cassette (#4394).

Era il registratore a cassette dell'Aquarius usato per caricare e salvare i programmi per lui scritti. Le sue dimensioni erano 12" L x 8.5" W.
Il peso era di 1,2 kg ed aveva al suo interno il trasformatore per l'alimentazione. Il cavo di alimentazione non era rimovibile dall'unità. L'involucro ed i tasti erano di color bianco mentre un pannello nero translucido copriva l'alloggiamento della cassetta. Aveva una placchetta nera con la scritta "Aquarius datarecorder" ed il logo Aquarius colorato.
Era un classico registratore a cassette portatile tipico degli anni '70 e '80 con il contatore azzerabile ed i tasti RECORD, PLAY, REWIND, FAST FWD, STOP/EJECT e PAUSE. Non era dotato di manopola per il volume ma al suo posto c'era un piccolo potenziometro posto dietro l'unità. Sul retro c'erano 3 connettori: EAR (da earphone per l'uscita audio), MIC (per l'ingresso audio) e REM (da remote control) che sull'Aquarius non era usato. Il cavo connettore standard, incluso nel registratore, e non venduto separatamente, aveva due connettori MIC ed EAR. Era presente un LED di colore verde che si illuminava quando uno dei tasti di movimento (come il play o il rewind) era premuto. Era presente un LED rosso che si illuminava quando il circuito di lettura rilevava la presenza di dati.
Questo sistema era realizzato attraverso un filtro passabanda, per questo motivo inserendo un nastro contenente musica il led si illuminava.
Il sistema di registrazione dei dati operava a 600 baud usando le frequenze di 900 e 1800 Hertz. L'impedenza di ingresso era di 82 ohm mentre quella di uscita di 2.4 Kohm. Il livello di uscita era di 50 mV. La confezione originale del registratore a cassette comprendeva anche il relativo manuale d'uso.
- Cassetta per registratore a nastro (#4700)

Era una cassetta a nastro progettata specificatamente per l'impiego con il registratore #4394.
- Stampante Aquarius (#4210)

La Aquarius Printer era una stampante a 40 colonne che stampava su carta termica. La sua velocità era di 80 cps (caratteri per secondo) in formato testo e 20 linee al secondo in modalità grafica. Stampava caratteri a matrice 5x7 ad una densità di 10 cpi (caratteri per pollice) ed usava rotoli di carta larghi fino a 4-3/8". Le sue dimensioni erano di 7,5 x 8,5 x 3 pollici.Questa stampante era in realtà una Alphacom 42 usata in quegli anni da tanti altri produttori di hardware per i propri home computer. Timex/Sinclair 2040, TI Solid State Printer e Tandy TP-10 erano stampanti simili alla Aquarius Printer. Era offerta a fine dell'anno 1983 ad un prezzo di 165 Dollari.
- Stampante Plotter a 4 colori Aquarius (#4615)

La Aquarius 4-Color Printer era una stampante/plotter a 4 colori che usava 4 penne di colore rosso, verde, blu e nero per disegnare grafica oppure testo in formato 40 o 80 colonne. Stampava su rotoli di carta larghi 4-1/2". Apparentemente era la versione OEM della stampante/plotter prodotta da Alps. Altri produttori dell'epoca ne producevano versioni simili (Commodore 1520, l'Atari 1020 e la Tandy CGP-115).
- Carta per stampante (#4216)

Era un rotolo di carta per stampante studiato per essere usato con la stampante Aquarius (#4210) e la stampante plotter a 4 colori (#4615).
- Aquarius Modem (#4399)

Era un modem funzionante alla velocità di 300 baud e necessitava di un apposito software distribuito su cassetta. Il modem era inteso per essere utilizzato assieme all "Aquarius Home Services", un servizio online di Mattel fornito da CompuServe.
Uscì tuttavia il solo modem perché il servizio on-line non era ancora disponibile al momento del lancio del modem, ed in realtà non lo fu mai. Il modem non fu mai largamente distribuito.
- Aquarius Modem (#4820C)

Era il modem per l'Aquarius prodotto dalla CRIMAC, anch'esso a 300 baud.
- Aquarius Master Expansion Module (#4398)

Era una periferica che si presentava come un largo box di espansione. Aveva uno spazio per 2 floppy disk e 7 schede di espansione per espandere la memoria dell'Aquarius. Doveva permettere l'uso dell'allora popolare sistema operativo CP/M che risiedeva su floppy disk.
Certamente non largamente distribuito.
- Aquarius Disk Drive singolo (#4801C)

Era un lettore di floppy disk double-sided ed esterno. Aggiungeva non solo 128 KBytes di capacità di disco (64 KBytes per ogni lato dello speciale disco da 2.8") ma anche 128 KBytes di RAM.
- Quick Disks (#4825C)

Erano i dischi utilizzati dall'Aquarius Disk drive (#4801C). Erano supporti da 2.8" double-sided e potevano contenere 128 KBytes di dati (64K per ogni lato).
- Com/Pac

Era un'offerta commerciale. In un unico package venivano inclusi oltre all'Aquarius, la stampante, il registratore a cassette ed il Mini Expander.
Note: I numeri di modello che finiscono con la lettera C sono prodotti da CRIMAC. Mentre se non è presente alcuna lettera la produzione è della Radofin. Alcune volte il numero di prodotto termina con la lettera R.

## Cartucce giochi Mattel
Blue Sky Rangers era il nome del gruppo di programmatori Mattel addetti allo sviluppo dei giochi per la console Intellivision e per l'Aquarius.
- Astrosmash (#4003) Mattel 1982, 16K[5]
- Advanced Dungeons & Dragons: Treasure of Tarmin (#4023) Mattel e TSR Hobbies inc., 1982. (16K)
- Tron: Deadly Discs (#4024) Mattel e Walt Disney productions. Anno 1982.[5]
- Snafu (#4028) Mattel, 1982.[5]
- Chess (#4393) Mattel, 1982. (16K)
- Reversi (#4594) Mattel, 1982.
- Night Stalker (#4595) Mattel, 1982.[5]
- Utopia (#4596) Mattel, 1982.[5]
- Melody Chase (#4652) Mattel, 1982.
- Burgertime (#4653) Mattel e Data East, 1982. (16K)

mai pubblicate:
- Maths & Mazes
- Match & Learn
- Trapdoor
- Waterfall
- Mr. Whirlpool
- Brain Baffler
- Menu Planner
- Tax Tips
- Advanced Diet Trac
- Typemaster
- Masters of the Universe
- Sea Battle' (annunciato ma mai completato)
- Lock 'n' Chase (#4029)  Mattel e Data East (annunciato ma mai completato)
- Bump and Jump (#4925C) (annunciato ma mai pubblicato)

## Cartucce serie Educational/Pratical Mattel
- FileForm (#4177) Copyright Mattel. Anno 1982. Programma di Database e di word processing.
- FinForm (#4178) Copyright Mattel. Anno 1982. Foglio di calcolo con 63 colonne e 255 righe.
- Extended Microsoft BASIC (#4392) Copyright Mattel. Anno 1983. Basic esteso con tutti i comandi. Si potevano sfruttare i joypad e le voci del Mini-Expander.
- Biorhythms Software (#4673) Copyright Mattel. Anno 1983.
- Space Speller (#4682) Copyright Mattel. Anno 1983.
- LOGO (#4890C) Copyright Mattel. Anno 1982. Linguaggio di programmazione con la tartaruga
- Zero-In (#4895C) Copyright Mattel. Anno 1983. Software educazionale.
- Melody Chase (#4920C)

## Giochi su cassetta
- 3D Battle Zone prodotto da Add-On Electronics. Anno 1984. Autore Kevin Baker, musica K.Harris (16K)
- Aliens prodotto da Add-On Electronics. Anno 1983. Autore Warren Wander (16K)
- Bounder prodotto da Add-On Electronics. Anno 1984. Autore Kevin Baker (16K)
- Breakout prodotto da Add-On Electronics. Anno 1983. Autore Kevin Baker (16K)
- Chess (#X-6203) prodotto da Dick Smith Electronics. (16K)
- Chuckman prodotto da Add-On Electronics. Anno 1983. Autore Kevin Baker (16K)
- D-Fenders prodotto da Add-On Electronics. Anno 1983. Autore Kevin Baker (16K)
- Disco Fever Prodotto da Mattel. Anno 1984. Autore Kevin Baker. (16K)
- Ed-On prodotto da Add-On Electronics. Anno 1983. (16K)
- Games Pack 1 prodotto da Add-On Electronics. (2K) Con i seguenti giochi: Stalactites, Macho-Man, Othello e Mutants. (Stalactites e Macho-Man disponibili per Radofin Aquarius)
- Games Pack 2 prodotto da Add-On Electronics - 1984. (2K) Con i seguenti giochi: Crazy Plane, Torment, Alien Quest e Rick O'Shea. (Torment & Alien Quest disponibili per Radofin Aquarius)
- Games Pack 3 prodotto da Add-On Electronics. (2K). Giochi sconosciuti
- Games Pack 4 prodotto da Add-On Electronics. (2K). Giochi sconosciuti
- Games Pack 2 Con i seguenti giochi: Bounder, Local Bomber, Breakout e Lonely night driver.
- Games Pack 4 Con i seguenti giochi: Painter, Pontoon, Grand Prix e Alien Storm.
- Gamespack 1 prodotto da Processor. Con i seguenti giochi: Snake, Masterguess, Super Symon, Bomber e Hi-Lo.
- Grid Bug prodotto da Add-On Electronics. Anno 1983. Autore Kevin Baker (16K)
- Invaders (#X-6110) prodotto da Dick Smith Electronics. (2K)
- Maths Armada (#X-6200) prodotto da Dick Smith Electronics. (2K)
- Mazantics prodotto da Add-On Electronics. Anno 1984. Autore Kevin Baker (16K)
- Millypede prodotto da Add-On Electronics. (16K)
- Mower Man prodotto da C.C.I Electronics. Anno 1984. Autore Keith Perry (16K)
- "N"vaders prodotto da Add-On Electronics. Anno 1983. (16K)
- Pac Mr. prodotto da Add-On Electronics. (16K)
- Phrogger prodotto da Add-On Electronics e Kayde software. Autore Warren Wander. (16K)
- Postman Pot prodotto da Add-On Electronics. Anno 1984. Autore Kevin Baker. (16K)
- Read It (#X-6201) prodotto da Dick Smith Electronics. (16K)
- Scramble prodotto da Micro Mart Software. (16K)
- Space Ram (#X-6109) prodotto da Dick Smith Electronics. (2K)
- Spell It (#X-6202) prodotto da Dick Smith Electronics. (16K)

Usciti assieme all'Aquarius prodotto dalla Radofin:
- Alien Quest (2K)
- Cute Cubes. Autore Kevin Baker (2K)
- Macho-Man. Autore Kevin Baker (2K)
- Mad Mad Mould (2K)
- Stalactites. Anno 1984. Autore Kevin Baker (2K)
- Torment (2K)

## Altre versioni
- Le sole differenze tra l'Aquarius prodotto da Mattel e quello prodotto da Radofin sono che nella parte superiore del case è stato tolto il logo "Mattel Electronics". Ogni riferimento al nome Mattel è poi stato rimosso dall'etichetta posta sul retro.
- Dell'Aquarius esiste una versione, con le stesse caratteristiche, rimarchiato "Kronos Europea", prodotto per il mercato italiano. Anche il relativo registratore a cassette è rimarchiato. Della dotazione standard fa parte il manuale in italiano e una cassetta contenente 4 giochi: due, scritti in Basic e prodotti da Processor software sono Gambler e Gunfight. Gli altri due, scritti in linguaggio macchina e prodotti da Add-On Electronics, sono Mad Mould e Outline.
- Ne esiste anche una versione prodotta da Ecico Electronics, caratterizzata dalla tastiera con i caratteri arabi.